# Владимир Ильич Ленин (фильм)
«Влади́мир Ильи́ч Ле́нин» — советский документальный фильм о жизни вождя социалистической революции В. И. Ленина.
В фильме использованы кинодокументы Центрального Государственного Архива СССР, Института Маркса-Энгельса-Ленина при ЦК ВКП(б), историческая кинохроника и документальные съёмки В. И. Ленина, сделанные в 1918—1922 годах.

## Съёмочная группа
- Авторы сценария: Евгений Кригер, Василий Беляев, Михаил Ромм
- Режиссёры: Василий Беляев, Михаил Ромм
- Операторы: Борис Волчек, Григорий Гибер, Иосиф Голомб, Александр Левицкий, Евгений Славинский, Эдуард Тиссэ
- Композитор: Арам Хачатурян
- Текст читает: Леонид Хмара

## Награды
За работу над фильмом режиссёры Михаил Ромм, Василий Беляев, операторы Григорий Гибер, Александр Левицкий, Евгений Славинский, Эдуард Тиссэ были удостоены Сталинской премии первой степени (1949).